# Coup de chance
Coup de chance (bra: Golpe de Sorte em Paris; prt: Golpe de Sorte) é um filme de 2023 de comédia dramática e suspense em língua francesa, escrito e dirigido por Woody Allen e estrelado por Lou de Laâge, Valérie Lemercier, Melvil Poupaud e Niels Schneider. A trama envolve uma jovem que encontra um antigo amigo de colégio que confessa que sempre teve uma queda por ela; seus almoços subsequentes, em segredo do possessivo marido empresário, levam lentamente ao início de um caso.
Coup de chance estreou no Festival de Veneza de 2023 em 4 de setembro e foi lançado na França em 27 de setembro de 2023 pela Metropolitan Filmexport [en]. O filme recebeu críticas positivas dos críticos.

## Enredo
Fanny e Jean parecem ter tudo o que um casal ideal poderia desejar, exceto filhos. Bem-sucedidos em suas carreiras, vivem em um magnífico apartamento na parte nobre de Paris e demonstram estar apaixonados. No entanto, quando Fanny reencontra Alain, um amigo de escola, sua vida toma um rumo inesperado. A conexão entre eles ressurge com força, e Alain, agora escritor, deixa claro que sempre teve sentimentos por ela.
Ao mesmo tempo, durante os eventos sociais do marido — cuja profissão envolve multiplicar fortunas para quem já é rico — Fanny começa a questionar seus valores e seu modo de vida. O reencontro com Alain desperta nela dúvidas e desejos que pareciam adormecidos, levando-a a tomar decisões que mudarão completamente o curso de sua história.
Mas enquanto Fanny se vê dividida entre o passado e o presente, Jean percebe mudanças sutis em sua esposa e começa a suspeitar que algo está acontecendo. Determinado a descobrir a verdade, ele decide agir de maneira inesperada, desencadeando uma sequência de eventos cada vez mais sombrios.

## Elenco
- Lou de Laâge como Fanny Fournier
- Valérie Lemercier como Camille Moreau
- Melvil Poupaud como Jean Fournier
- Niels Schneider como Alain Aubert
- Guillaume de Tonquédec [en] como Marcel Blanc
- Elsa Zylberstein [en] como Caroline Blanc
- Grégory Gadebois [en] como Henri Delany
- Sara Martins como Julia
- Anna Laik como Marie
- Yannick Choirat como Marc
- William Nadylam [en] como Charles
- Arnaud Viard como Pierre
- Jeanne Bournaud como Linda
- Anne Loiret como Delphine
- Samantha Fuller como Chloé
- Emilie Incerti-Formentini como Suzanne
- Constance Dollé [en] como Pauline
- Isabelle de Hertogh [en] como Charlotte
- Bruno Gouery [en] como Gilles

## Produção
Em julho de 2022, Woody Allen anunciou que iria realizar um filme de suspense em língua francesa. No mês de setembro, Valérie Lemercier, Niels Schneider, Lou de Laâge e Melvil Poupaud juntaram-se ao elenco do filme. Em fevereiro de 2023, foi anunciado que o filme se intitulava Coup de chance.

### Filmagem
As filmagens começaram a serem feitas em outubro de 2022 em Paris.

### Trilha sonora
Owen Gleiberman [en], da revista Variety, escreveu, ao descrever o filme, sobre a banda sonora, afirmando que: “O filme tem um tom alegre de alegria, ajudado pela sua banda sonora de pepitas de jazz dos anos 60, nomeadamente 'Cantaloupe Island' de Herbie Hancock".

## Lançamento
Em abril de 2023, a Metropolitan Filmexport [en] adquiriu os direitos de distribuição do filme na França. O filme estreou fora de competição no  Festival de Veneza de 2023 em 4 de setembro, seguido do seu lançamento nos cinemas na França a 27 de setembro de 2023. Coup de chance foi lançado nos Estados Unidos pelo MPI Media Group [en] nos cinemas a 5 de abril de 2024, e nas plataformas digitais e vídeo sob demanda (VOD) a 12 de abril.
No Brasil, o filme estreou em 19 de setembro de 2024. Em Portugal, o filme chegou aos cinemas em 5 de outubro.

## Recepção
No site agregador de críticas Rotten Tomatoes, o filme tem um índice de aprovação de 83% com base em 89 críticas, com uma classificação média de 7/10. O consenso dos críticos do site diz: “50º filme de Woody Allen, Coup de Chance acrescenta mais um rebote criativo à obra do diretor e roteirista com um thriller encantador que compensa em inteligência o que lhe falta em surpresas.” O Metacritic, que usa uma média ponderada, atribuiu ao filme uma pontuação de 64 de 100, com base em 17 críticos, indicando críticas “geralmente favoráveis”. Coup de chance recebeu uma classificação média de 2,7 de 5 estrelas no site francês AlloCiné, com base em 23 avaliações.
Xan Brooks, do jornal britânico The Guardian, deu ao filme três estrelas de cinco, afirmando: “As atuações fortes e confiáveis lubrificam as engrenagens durante essas mudanças de marcha e servem para distrair dos momentos ocasionais de implausibilidade. Implicitamente, elas também nos convidam a fechar os olhos para alguns pequenos erros de continuidade". Chris Vognar, da revista cultural estadunidense Rolling Stone, comentou: “Coup de Chance se move rapidamente, o que significa duas coisas: o filme tem um bom ritmo, apresentado em sua maioria em cenas curtas e nítidas; e tende a passar por cima da superfície, usando seus personagens para apresentar pontos filosóficos dentro de um esquema maior”. Glenn Kenny [en], escreveu para o RogerEbert.com, e chamou o filme de “um thriller em francês firme e eficaz que também é, entre outras coisas, a piada de sogra mais longa do mundo”.
Uma crítica positiva de Leonard Maltin destacou a cinematografia de Vittorio Storaro e afirmou ainda que: “Será que alguém daria atenção especial a uma importação francesa sobre amor e decepção sem estrelas conhecidas se o nome de Woody Allen não estivesse ligado a ela? Talvez não, mas como esse é um trabalho dele – reconhecidamente – e mostra uma mão segura guiando os procedimentos, vale a pena vê-lo e marcá-lo como seu quinquagésimo filme. Eu, por exemplo, estou ansioso pelo próximo.” Rex Reed [en] para o jornal estadunidense The New York Times deu ao filme três estrelas e meia de quatro, chamando-o de “o melhor filme de Allen em anos... restaurando o magistral cineasta à sua merecida posição como um dos mais profundos contadores de histórias da tela”. Além disso, ele destacou o elenco: “As excelentes atuações de um elenco excelente também são de grande ajuda. Especialmente Lou de Laâge, cuja Fanny é infinitamente fascinante de uma forma peculiar, mas realista, cheia de revelações únicas e traços de Diane Keaton.” Peter Travers para a ABC News também foi positivo, escrevendo: “Coup de Chance não é um tubarão morto. Também não é um marco em sua carreira. Mas é Allen seguindo em frente, criando o tipo de filme com o qual ele fez seu nome, o tipo que faz você rir até doer. E isso é, de fato, um golpe de sorte”. Além disso, ele destacou o “elenco excepcional”, descreveu de Laâge como “cativante” e elogiou a cinematografia de Storaro.
Leslie Felprin, do The Hollywood Reporter, escreveu que “esse trabalho, em grande parte competente, mas desinteressante e quase bobo, mantém a tradição de Allen de continuar como sempre - fazendo a mesma coisa de sempre, mais ou menos, com pequenas inovações nas bordas e alguns atores no elenco que nunca trabalharam com Allen antes”. Owen Gleiberman [en], da Variety, observou que o filme “está enraizado em um conhecimento continental desanimado sobre questões de amor, casamento, adultério... e sobre como se livrar das pessoas que estão atrapalhando sua vida... Não é uma comédia, mas, ao assisti-lo, você quase consegue ver Woody Allen de pé ao lado, rindo da tolice humana que ele está lhe mostrando". Kyle Smith para o jornal The Wall Street Journal classificou o filme como ‘o melhor trabalho de Woody Allen em muitos anos’.
Mariana Reginato, fez crítica mista no jornal Correio Braziliense, e escreveu que: "o filme é impactante no quesito técnico, com bela fotografia e direção de arte, o que torna muito agradável a experiência, mas a história é fraca. O filme é categorizado como comédia, mas é de uma comicidade bem sutil. O final é o momento que conseguiu tirar gargalhadas do público durante a sessão." Marcelo Janot, do jornal carioca O Globo, também fez crítica mista ao filme, comparando com outros filme da carreira de Allen: "recicla um tema (a trama de assassinato marcada pelo destino) visto em filmes como “Match Point” sem o vigor narrativo impulsionado por roteiros que suscitavam reflexões filosóficas através de diálogos afiados e irônicos."
Inácio Araújo da Folha de S.Paulo, deu três de cinco estrelas para o filme, e anotou que: "no fim das contas, embora falte ao filme aquela intimidade que Woody Allen costumava ter com as paisagens e personagens do seu país (nova-yorkinos em especial), esse é um problema que o cineasta maneja com habilidade." Gabriel Zorzetto, para o jornal O Estado de S. Paulo fez crítica positiva positiva ao filme e elogiou o trabalho: "é uma saborosa comédia romântica, com toque amargo, que diverte e surpreende ao longo de seus 96 minutos. Dá pra afirmar, com segurança, que se trata do melhor trabalho do diretor desde Blue Jasmine." José Flávio Junior para a Gazeta do Povo, também elogia o filme e adiciona, assim como Zorzetto, que "Desde Blue Jasmine, Allen não entregava algo tão inspirado" e diz que "o momento é de reverência e agradecimento" (em relação ao trabalho de Woody Allen). Gustavo Klein, para o jornal A Tribuna, rasga elogios ao filme e comenta "como um Woody Allen mediano já é bem acima da média das produções infantilizadas de hoje em dia, o filme é quase obrigatório para quem curte o bom cinema, vindo de um diretor que não tem medo de se renovar e enfrentar o mundo que o odeia com criatividade, talento e maestria".